# Medina basalis
Medina basalis är en tvåvingeart som först beskrevs av Wulp 1890.  Medina basalis ingår i släktet Medina och familjen parasitflugor. Inga underarter finns listade i Catalogue of Life.